# دافني غايل فوتين
دافني غايل فوتين (بالإنجليزية: Daphne Gail Fautin)‏، أستاذة جامعية أمريكية في علم الحيوانات اللافقارية بجامعة كانساس، ومختصة في دراسة شقائق نعمان البحر؛ وهي رتبة من المرجانيات السداسية وتعتبر من الحيوانات الرخوة السامة وذات شكل يشبه الزهرة له العيد من اللوامس. بالإضافة إلى دراستها للتكافل الأحيائي؛ وهو الارتباط الوثيق بين نوعين مختلفين من الكائنات الحية بما يعود بالنفع على كل منهما.
تحظى فوتين بشهرة كبيرة نتيجة عملها الدؤوب في دراسة وتصنيف شقائق نعمان البحر والأنواع القريبة منها، حيث تمت تسمية العديد من أنواع الحيوانات اللاسعة الشبيهة بشقائق نعمان البحر باسمها تكريمًا لها مثل (شقائق النعمان الإكليلي) التي كان يطلق عليها بالأصل Boloceroides daphneae ثم تم تغيير اسمها لتصبح Relicanthus daphneae وذلك بعد أن تم اكتشاف عودتها لأصل غير معروف من اللاسعات بعد استخدام تقنيات تحديد الهوية بواسطة الحمض النووي.
عملت فوتين على نشر العديد من المقالات والنصوص العلمية، بالإضافة إلى مشاركتها في تدوين قسم اللاسعات ضمن الموسوعة البريطانية؛ وهي موسوعة عامة باللغة الإنجليزية تستهدف القراء المتعلمين والمثقفين ويكتبها 100 موظف بدوام كامل، وأكثر من 4400 مساهم مختص، وتعد من أشهر وأدق الموسوعات وأشدها سعة واطلاعاً.
اقتبست أعمال فوتين على نطاق واسع من قبل العديد من الباحثين الآخرين في هذا المجال.
من بين المناصب التي تشغلها حاليًا أنها أمينة متحف التاريخ الطبيعي بجامعة كانساس، بالإضافة إلى أنها تشغل منصب مفوض ونائب رئيس اللجنة الدولية لتسميات علم الحيوان التي تشرف على تسميه الأنواع الجديدة التي يتم اكتشافها من الكائنات الحية.
أُطلق على فوتين لقب «خبيرة عالمية في شقائق نعمان البحر»  من قبل الأستاذ ج. فريدريك من جامعة روتجرز، والذي قاد البعثة العالمية لتعداد الحياة البحرية التي أكملت هدفها عام 2010. حيث شاركت فوتين بتحديد ما لا يقل عن 19 نوع كائن حي بحري جديد وذلك بمشاركة زوجها الأستاذ ر. و. بوديميير من هيئة المسح الجيولوجي في كانساس؛ وهي قاعدة بيانات ضخمة تضم المرجان السداسي وأنواع أخرى تابعة له كجزء من تعداد الحياة البحرية.
على الرغم من كون فوتين تعيش ضمن بيئة بعيدة عن البحر في لورانس، كانساس، إلا أنها تشعر أن بكون ذلك عائقًا أمامها، قائلة: «كل ما تحتاجه هو أن كون قريبًا من المطار وليس المحيط».

## تعليمها
حصلت فوتين على درجة بكالوريوس في العلوم من جامعة بيلويت في بيلويت، ويسكونسن عاك 1966، ثم على دكتوراه في علم الحيوان من جامعة كاليفورنيا، بيركلي عام 1972.
كانت رسالة الدكتوراه الخاصة بها تحت اسم "التاريخ الطبيعي لشقائق نعمان البحر الخضراء، 1869، مع الإشارة إلى طبيعة جهازها التناسلي.